# Хънтър (река)
Хънтър (на английски: Hunter River) е река в югоизточната част на Австралия, в щата Нов Южен Уелс, вливаща се в Тасманово море. Дължината ѝ е 465 km, а площта на водосборния басейн – 21 367 km².
Река Хънтър води началото си на 1420 m н.в. от южния склон в източната част на хребета Ливърпул, съставна част на Голямата вододелна планина. По цялото си протежение тече през нископланински и хълмисти райони, в началото на юг и югозапад, а след устието на десния си приток Гоулбърн – на югоизток. Влива се в Тасманово море при големия град и пристанище Нюкасъл.
Основните ѝ притоци са: леви – Гоулбърн (221 km); десни – Патерсън (159 km), Уилямс (142 km). Средният годишен отток на реката е 52 m³/s. В сезона на зимните дъждове (от юни до август) има ясно изразено пълноводие, като в миналото често е причинявала големи наводнения по долината си. За регулиране на нейния отток и за напояване на земеделските земи в района на долното ѝ течение са изградени няколко язовира. В устието ѝ е разположен град Нюкасъл. По време на пълноводието си е плавателна за плитко газещи речни съдове до град Морпет. В басейна на река Хънтър се разработват големи каменовъглени находища и там са съсредоточени около 90% от въглищните запаси на Австралия.
Река хънтър е открита в края на ХVІІІ век и през 1797 г. е наименувана в чест на Джон Хънтър (1737 – 1821), губернатор на Нов Южен Уелс от 1795 до 1800 г.